# 角田大和
角田 大和（つのだ やまと、2001年9月3日 - ）は日本中央競馬会（JRA）の騎手である。父は同じくJRA所属の調教師である角田晃一、弟の角田大河はJRA所属の元騎手。

## 来歴
父である角田晃一の背中を見て、騎手を志す。2016年に競馬学校騎手課程第36期に合格。2021年2月9日、令和3年度新規騎手免許試験に合格し、栗東で父の角田厩舎に所属する。同期には横山義行の次男横山琉人や、西谷誠の長男西谷凜など自身と同じく2世･3世騎手がいる。
2021年3月6日、デビュー戦となった小倉1Rの3歳未勝利（芝1200m、18頭立て）で2番人気のエコロキングに騎乗して4着。同年3月27日、中京5Rでカフジアスールに騎乗し1着となり、43戦目にしての初勝利で、ここまで3着が9回あったが、連対も初であった。
2024年9月16日、中京1Rを1番人気のヴァカンツァで勝利し、1869戦目で現役92人目となるJRA通算100勝を達成した。地方でも1勝を挙げており通算101勝目で、見習騎手も卒業となった。

## 騎手成績
|            | 日付          | 競馬場・開催  | 競走名    | 馬名           | 頭数 | 人気 | 着順 |
| ---------- | ------------- | ------------- | --------- | -------------- | ---- | ---- | ---- |
| 初騎乗     | 2021年3月6日  | 2回小倉7日1R  | 3歳未勝利 | エコロキング   | 18頭 | 2    | 4着  |
| 初勝利     | 2021年3月27日 | 2回中京5日5R  | 3歳未勝利 | カフジアスール | 16頭 | 2    | 1着  |
| 重賞初騎乗 | 2021年7月4日  | 3回小倉2日11R | CBC賞     | プリカジュール | 13頭 | 11   | 13着 |
| 重賞初勝利 |               |               |           |                |      |      |      |
| GI初騎乗   |               |               |           |                |      |      |      |
| GI初勝利   |               |               |           |                |      |      |      |

主な騎乗馬